# 北支那方面軍
北支那方面軍，中文资料中亦称华北方面军，是第二次中日战争时期的一支军队，前身为中国驻屯军。部队通称号：甲。与关东军等并列。
1937年8月31日，日军大本营撤销中国驻屯军番号，编成华北方面军，以寺内寿一大将为司令官，辖第1军和第2军，直辖第5师团（坂垣征四郎）、第109师团、中国驻屯混成第11旅团（铃木重康）、临时航空兵团。
第1军司令官香月清司中将，下辖第6、第14、第20师团；第2军司令官西尾寿造中将，下辖第4、第16、第108师团。
该方面军的作战地域包括河北、山西、山东、河南以及绥远、察哈尔、江苏、安徽、湖北等省的一部分。
1937年9月，华北方面军设立特务部，作为日本在华北沦陷区的经济领导机关，以加强对于交通、经济的建设，加快筹备建立华北伪政权。特务部受华北方面军参谋长的直接统辖，下设总务课、第一课、第二课、第三课。1938年底日本对华经济、政治统治的中央机关—兴亚院正式成立。1939年3月，在北京设立兴亚院华北联络部，代表日本政府对华北占领区实施政治、经济和文化的殖民统治，但行政上须同时接受日本政府兴亚院和华北方面军的双重领导。1938年底至1939年初，华北方面军撤销特务部，在其参谋部特别设立了第四课，主管华北占领区的政治、经济和劳务等事宜。
根據華北方面軍醫療部門機密檔案，自1938年1月1日至1940年11月30日華北方面軍總共陣亡24,074人、受傷66,548人，另有4,692人病死。

## 概要
- 通稱號：甲
- 編成時期：昭和12年8月31日
- 最終位置：中國・北平
- 上級部隊：中国派遣军

## 歷代司令官
华北方面军司令官，大日本帝国陆军北支那方面軍的最高指挥官，抗战期间共有七任司令官。1937年抗日战争全面爆发后，原有中国驻屯军改编为北支那方面軍，寺内寿一大将出任首任司令官。1938年军司令部由天津迁往北平铁狮子胡同段祺瑞执政府旧址。1945年10月10日最后一任司令官根本博中将向中华民国国民政府投降。
- 寺内寿一 大將 昭和12年8月26日 - 昭和13年12月9日
- 杉山元 大將 昭和13年12月9日 - 昭和14年9月12日
- 多田駿 中將 昭和14年9月12日 - 昭和16年7月7日
- 岡村寧次 大將 昭和16年7月7日 - 昭和19年8月25日
- 岡部直三郎 大将 昭和19年8月25日 - 昭和19年11月22日
- 下村定 中將 昭和19年11月22日 - 終戰
- 根本博 中將 昭和20年8月19日 -

## 歷代參謀長
- 岡部直三郎 少將 昭和12年8月26日 - 昭和13年7月15日
- 山下奉文 少將 昭和13年7月15日 - 昭和14年9月23日
- 笠原幸雄 少将 昭和14年9月23日 - 昭和16年3月1日
- 田边盛武 中將 昭和16年3月1日 - 昭和16年11月6日
- 安達二十三 中將 昭和16年11月6日 - 昭和17年11月9日
- 大城戸三治 中將 昭和17年11月9日 - 19年10月14日
- 高橋坦 少將 昭和19年10月14日 - 終戰

### 參謀副長
- 河边正三 少將 昭和12年8月26日 - 昭和13年4月14日
- 町尻量基 少將 昭和13年4月14日 - 昭和13年7月7日
- 武藤章 大佐 昭和13年7月7日 - 昭和14年9月30日
- 平田正判 少將 昭和14年9月30日 - 昭和16年3月1日
- 有末精三 大佐 昭和16年3月1日 - 昭和17年7月1日
- 中西貞喜 少將 昭和17年7月1日 - 昭和19年3月1日
- 德永鹿之助 大佐 昭和19年3月1日 - 昭和20年2月1日
- 岡田重一 少將 昭和20年2月1日 - 昭和20年8月12日
- 渡边渡 少將 昭和20年8月12日 - 終战

## 戰敗時屬下部隊
- 第1軍
  - 第114師團
  - 獨立混成第3旅團
  - 獨立歩兵第10旅團
  - 獨立歩兵第14旅團
  - 第5獨立警備隊

- 第12軍
  - 第110師團
  - 第115師團
  - 戰車第3師團
  - 騎兵第4旅團
  - 第6獨立警備隊
  - 第10獨立警備隊
  - 第13獨立警備隊
  - 第14獨立警備隊

- 第43軍
  - 第47師團
  - 獨立混成第5旅團
  - 獨立混成第9旅團
  - 獨立歩兵第1旅團
  - 第9獨立警備隊
  - 第11獨立警備隊
  - 第12獨立警備隊

- 駐蒙軍
  - 獨立混成第2旅團（旅团长阿部规秀中将兼）
  - 第4独立警備隊

## 關連項目
- 軍事單位
- 察哈尔派遣兵团

## 外部連結
- Wendel, Marcus. . Japanese Northern China Area Army (北支那方面軍 (日本陸軍)).   [2008-03-27]. （原始内容存档于2006-10-29）.
- 日本陸海軍事典

1. ↑  戦死、戦病死、戦傷、内地還送患者調査表　北支那方面軍軍医部」JACAR（アジア歴史資料センター）Ref.C07092284000、陸支受大日記（普）別冊 昭和１６年１月～５月（昭和１６年１月２７日 東京参謀長会議に際し 北支方面軍状況報告）（防衛省防衛研究所）